# Улица Чугунные Ворота
Улица Чугу́нные Воро́та (название утверждено 26 августа 1960 года) — улица в районе Выхино-Жулебино Юго-Восточного административного округа.

## Название
Названа в 1960 году по бывшим воротам чугунного литья, вошедшим в архитектурный ансамбль, созданный архитектором Д. И. Жилярди в парке Кузьминки в XIX веке для усадьбы Кузьминки.

## Инфраструктура
На первых этажах некоторых домов присутствуют магазины продуктов, хозтоваров, парфюмерии, аптеки, парикмахерские, а также школа № 1344, детский сад № 353, кафе «Встреча» и клуб «Академия».

## Транспорт
- Ближайшие станции метро: «Кузьминки» (2,2 км), «Юго-Восточная» (1,6 км). По улице проходят маршруты автобусов: 143; 429; 551к; 569.